# Alphonse Kahn
Alphonse Kahn (* 13. Mai 1908 in Hamburg; † 30. Juli 1985 in Koblenz) war ein deutscher Jurist jüdischer Herkunft und kommunistischer Widerstandskämpfer gegen den Nationalsozialismus. In Anwendung des Adenauer-Erlasses wurde er als Mitglied einer verfassungsfeindlichen Organisation (KPD) im Mai 1951 als Richter entlassen.

## Leben
Alfons Kahn (seinen Vornamen französisierte er im Exil) entstammte einer sozialdemokratisch orientierten deutsch-jüdischen Familie. Das Abitur machte er 1928 während seiner kaufmännischen Ausbildung an einer Abendschule und begann noch in demselben Jahr ein Studium der Rechts- und Wirtschaftswissenschaften in Freiburg im Breisgau, Berlin, Paris und seiner Heimatstadt Hamburg. Zu Beginn der 1930er Jahre wurde er Mitglied der „Freien Wissenschaftlichen Vereinigung“ und der Roten Hilfe, für die er als Rechtsberater tätig wurde. 1932 organisierte er sich in der KPD.
Ende Februar 1933 entkam er der beginnenden Kommunistenverfolgung, indem er mit einer falschen Identität lebte. Ende Oktober 1933 floh er, als seine Verhaftung drohte und er gewarnt wurde, aus Deutschland. Mit der Hilfe von Jura-Professoren aus Frankreich flüchtete er über Belgien nach Paris, wo er als Kaufmann tätig war. Er arbeitete dort mit dem Gewerkschaftsbund Confédération générale du travail (CGT) zusammen. Dort und später in den Internierungslagern organisierte Kahn auch politische Theater- und Kabarettveranstaltungen.
Im September 1939 wurde er zunächst im Lager Le Vernet interniert, später in Tombebouc und in anderen Lagern. Er entkam der Internierung und schloss sich der Résistance an. Er erhielt französische Personalpapiere und konnte damit als „Franzose“ bei den deutschen Besatzungsbehörden eine Anstellung als Buchhalter finden, die es ihm ermöglichte, der Résistance zu helfen. Er erhielt dort nicht nur militärisch relevante Informationen, sondern er hatte auch die Möglichkeit, zahlreichen Mitkämpfern der Résistance zu neuen Papieren und bezahlter Arbeit zu verhelfen. Daneben beteiligte er sich auch an Sabotageaktionen seiner Widerstandsgruppe. 1943 schloss er sich der Bewegung Freies Deutschland für den Westen an.
Als ihm März 1944 die Enttarnung drohte, wurde er rechtzeitig gewarnt. Die Westleitung der KPD um Otto Niebergall organisierte für ihn die „Flucht“ nach Deutschland und in das besetzte Gebiet der Tschechoslowakei, wo er sich wieder der Widerstandsbewegung des Nationalkomitees Freies Deutschland anschloss.
Nach dem Ende des NS-Regimes setzt Kahn seinen antifaschistischen und demokratischen Kampf unter den veränderten Bedingungen fort. Er wurde einer der Gründer der Vereinigung der Verfolgten des Naziregimes in der französischen Zone. Er trat erneut der KPD bei und wurde deren ernannter Vertreter im Unterausschuss der Gemischten Kommission für Verfassungsfragen im provisorischen Landesparlament. In seiner Partei wurde er in die Landesleitung Hessen-Pfalz, später in die Landesleitung Rheinland-Pfalz gewählt. Bei der Gründung der VVN Pfalz am 1. Februar 1947 in Ludwigshafen hielt Kahn das Hauptreferat.
1946 wurde Kahn Verwaltungsrat in Ludwigshafen am Rhein und dort als Oberregierungsrat Leiter der Landesbetreuungsstelle für die Opfer des Faschismus. 1947 zog er nach Koblenz und wurde dort Referent in der Entschädigungsabteilung des rheinland-pfälzischen Ministeriums für Wirtschaft und Finanzen und gleichzeitig Leiter des Landesamtes für Wiedergutmachung. 1949 wurde er zum Richter am Landesentschädigungsgericht Rheinland-Pfalz berufen.
Mit dem Adenauer-Erlass von 1950 wurde er als Mitglied einer verfassungsfeindlichen Organisation im Mai 1951 entlassen.
Kahn war Präsidiumsmitglied der Vereinigung der Verfolgten des Naziregimes, der Vereinigung demokratischer Juristen und stellvertretender Vorsitzender der Interessengemeinschaft ehemaliger deutscher Widerstandskämpfer der vom Faschismus okkupierten Länder (IEDW). Nach der Gründung der Deutschen Kommunistischen Partei 1968 wurde er dort Mitglied.

## Schriften
- mit Marcel Frenkel, Philipp Auerbach, Leo Zuckermann (Hrsg.): Handbuch der Wiedergutmachung in Deutschland. Humanitas, Koblenz 1949.
- mit Walter H. Seiter: Hitlers Blutjustiz. Ein noch zu bewältigendes Kapitel deutscher Vergangenheit. Mit einer Einführung von Norman Paech und einem Nachwort von Heinz Düx. Hrsg.: Vereinigung demokratischer Juristen, Interessengemeinschaft ehemaliger deutscher Widerstandskämpfer in den vom Faschismus okkupierten Ländern, Vereinigung der Verfolgten des Naziregimes – Bund der Antifaschisten. Röderberg-Verlag, Frankfurt am Main 1981, ISBN 978-3-87682-733-9.
- Das sind keine Menschen! Als junger Jurist im überparteilichen Untersuchungsausschuß. In: Helmut Heins, WN-Bund der Antifaschisten Hamburg (Hrsg.): Bruno Tesch und Gefährten – Erinnerungen an den "Altonaer Blutsonntag". Hamburg 1983.